# Harpers Ferry (Wirginia Zachodnia)

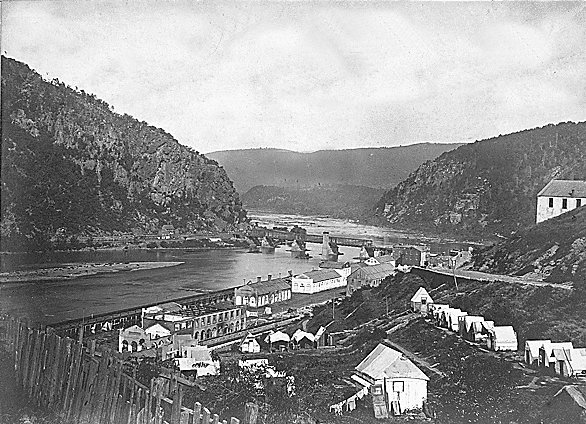
Harpers Ferry w 1865 roku

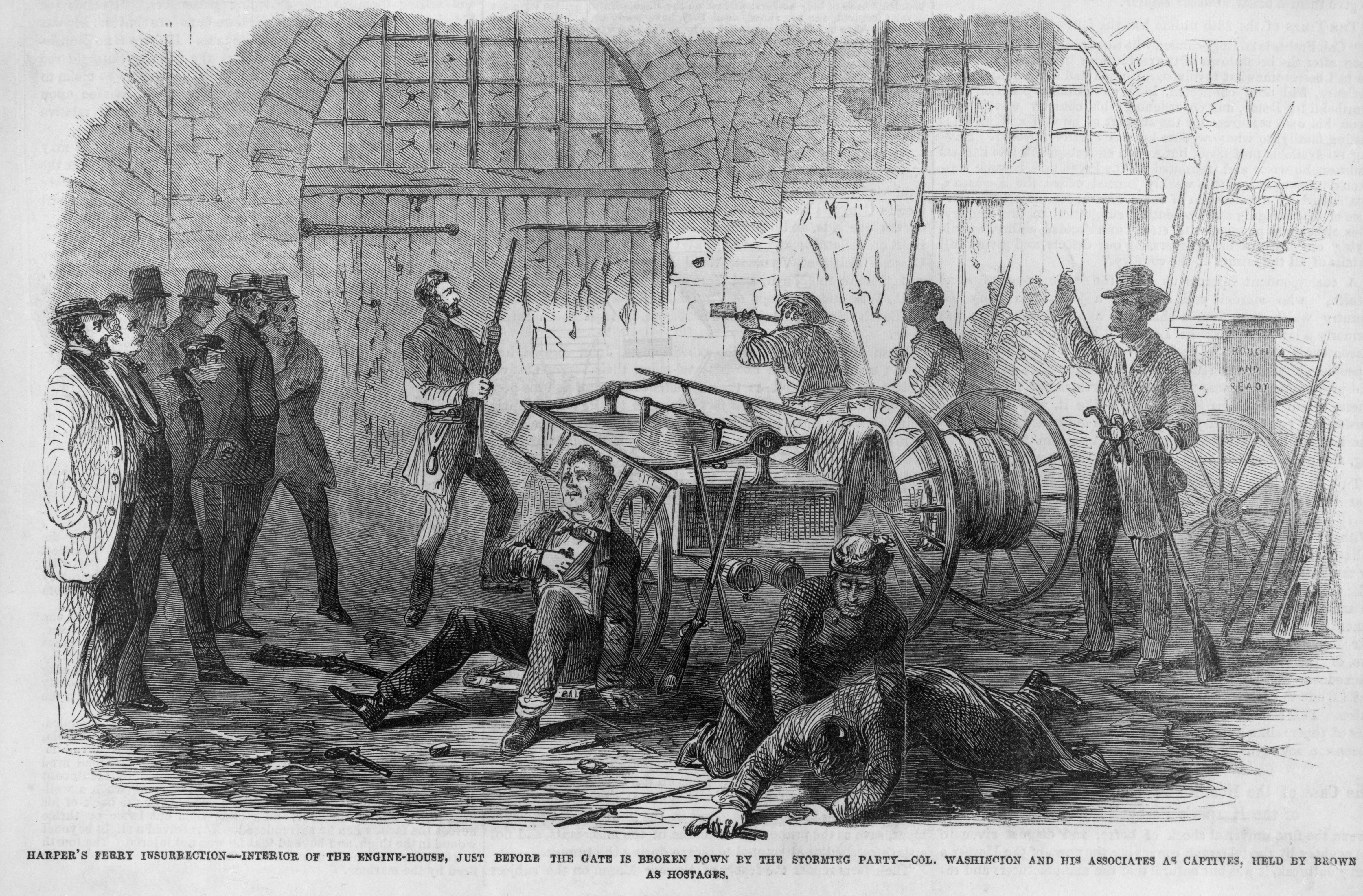
Ilustracja oblężonego oddziału Johna Browna

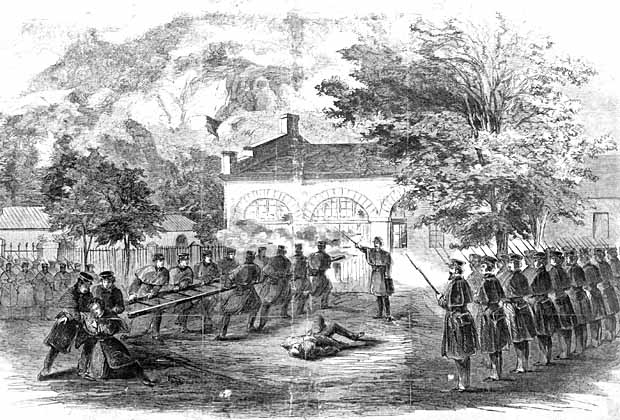
Ilustracja ataku Marines na oddział Johna Browna w Harpers Ferry

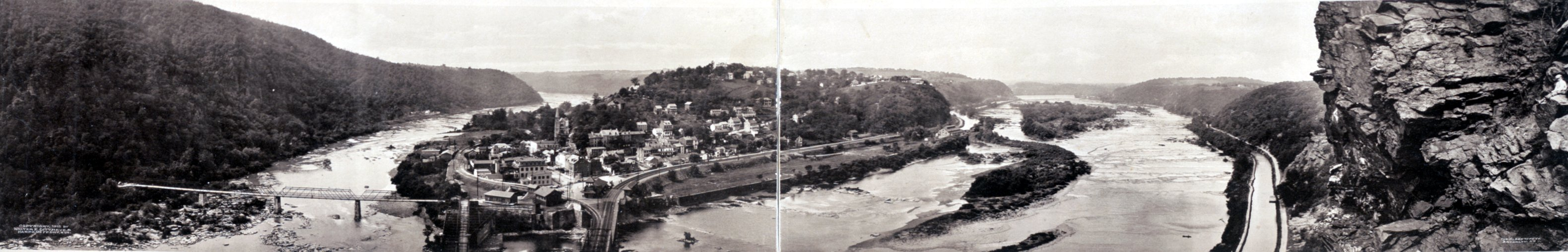
Panorama Harper's Ferry z 1912 roku

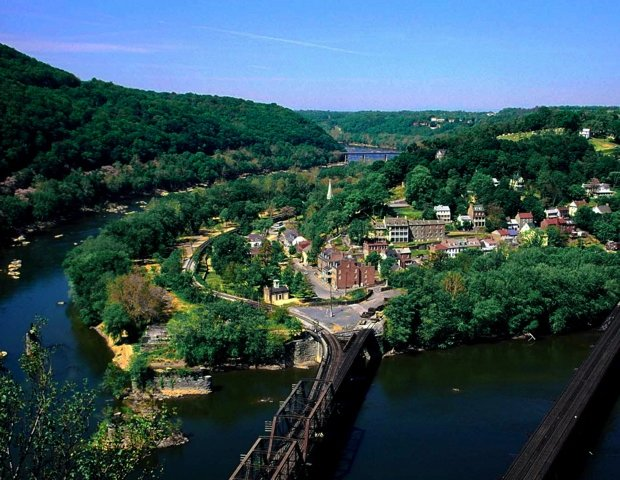
Harpers Ferry współcześnie (po lewej Shenandoah, po prawej Potomak, widoczne oba mosty kolejowe i podpory mostu zniszczonego podczas wojny secesyjnej

Harpers Ferry – historyczne miasteczko położone w hrabstwie Jefferson w amerykańskim stanie Wirginia Zachodnia, położone u zbiegu rzek Potomak i Shenandoah, w pobliżu punktu zbiegu granic stanów Wirginia Zachodnia, Wirginia oraz Maryland. Miasteczko ma powierzchnię 1,6 km² i w większości jest położone na terenie Narodowego Parku Historycznego Harpers Ferry. Jest również jednym z nielicznych miast, przez które przebiega Szlak Appalachów. Harpers Ferry w 2000 roku liczyło 307 mieszkańców. Miasto znane jest głównie z ataku abolicjonisty Johna Browna, który w 1859 roku próbował wywołać powstanie niewolników (najazd Johna Browna) oraz z bitwy, która miała tu miejsce w czasie wojny secesyjnej.

## Historia

### Powstanie miasta
Początki miasta sięgają 1751 roku, kiedy Robert Harper wszedł w posiadanie 125 akrów (0,5 km²) ziemi na obecnym terenie miasta. W roku 1761 otworzył on prom umożliwiający przeprawę przez rzekę Potomak osadnikom udającym się do doliny Shenandoah lub dalej na zachód. Stąd też pochodzi nazwa miasta, gdyż Harper's ferry znaczy w języku angielskim "prom Harpera".
Trzeci prezydent Stanów Zjednoczonych, Thomas Jefferson, odwiedził Harpers Ferry 25 października 1783 roku i podziwiał rzekę Potomak ze skały, która obecnie nosi jego imię. W 1796 roku rząd Stanów Zjednoczonych odkupił ziemię od spadkobierców Roberta Harpera i w 1799 roku rozpoczął budowę fabryki broni i arsenału (United States Armory and Arsenal at Harpers Ferry), dzięki którym miasto nabrało znaczenia jako centrum przemysłowe. W przeciągu 60 lat swojego istnienia zakłady te wyprodukowały około 600 tysięcy pistoletów, karabinów i muszkietów. W roku 1833 Harpers Ferry zostało połączone przy pomocy kanału Chesapeake i Ohio (Chesapeake and Ohio Canal) z Waszyngtonem, a rok później w mieście została otwarta linia kolejowa Baltimore and Ohio Railroad wraz z mostem przez rzekę Potomak, co pomogło dalszej jego industrializacji.

### Najazd Johna Browna
Dnia 16 października 1859 roku abolicjonista John Brown wraz ze swoim oddziałem zaatakował arsenał zdobywając kilka jego budynków. W oddziale Browna było 21 mężczyzn: pięciu czarnych oraz 16 białych, w tym dwóch synów Browna. Brown miał nadzieję użyć broni zdobytej w ataku aby wywołać powstanie niewolników na południu Stanów Zjednoczonych. Podczas ataku Brown pojmał około 60 prominentnych obywateli Harpers Ferry, licząc, że ich niewolnicy dołączą się do jego oddziału, ale tak się nie stało. Jego oddział został wkrótce osaczony przez lokalną ludność i zmuszony szukać schronienia w budynku straży pożarnej przylegającym do fabryki broni. Miejscowi nie potrafili jednak odbić arsenału, a w jednym z ataków poniósł śmierć ówczesny burmistrz miasta, Fontaine Beckham.
Dnia 18 października 1859 roku do Harpers Ferry został wysłany oddział Korpusu Piechoty Morskiej Stanów Zjednoczonych (tzw. Marines) pod dowództwem Roberta E. Lee, który był wówczas jeszcze pułkownikiem. Gdy Marines dotarli do Harpers Ferry, ośmiu spośród 22 napastników nie żyło. Żołnierze szybko pokonali abolicjonistów. Ostatecznie spośród 22 w oddziale Browna zginęło dziesięciu (w tym dwóch czarnych oraz obaj synowie Browna), siedmiu zostało pojmanych, a pięciu udało się uciec. John Brown został ciężko ranny, schwytany, osądzony, skazany na śmierć za morderstwo, zdradę i wzniecanie powstania i ostatecznie powieszony. Całe to zdarzenie i egzekucja Johna Browna zaogniły konflikt północnych i południowych stanów USA w sprawie niewolnictwa i stały się jedną z przyczyn wojny secesyjnej.

### Wojna secesyjna
W czasie wojny secesyjnej miasto bardzo ucierpiało. Ze względu na swoje strategiczne położenie i infrastrukturę miasto przechodziło z rąk do rąk ośmiokrotnie od 1861 do 1865 roku. Dnia 18 kwietnia 1861 roku, niecałe 24 godziny po tym jak stan Wirginia odłączył się od Unii Stanów Zjednoczonych, żołnierze federacji podpalili arsenał i fabrykę broni, aby uchronić je przed wpadnięciem w ręce konfederatów. W pożarze został zniszczony arsenał oraz 15 tysięcy sztuk broni, ale płomienie zostały ugaszone i wyposażenie do produkcji broni zostało wywiezione na południe. Gdy konfederaci opuścili miasto dwa miesiące później, spalili większość budynków fabryki oraz wysadzili most kolejowy.
We wrześniu 1862 roku o miasto miała miejsce jedna z największych bitew wojny secesyjnej, w której wzięło udział prawie 35 tysięcy żołnierzy. Bitwę wygrali konfederaci pod wodzą generała Thomasa "Stonewalla" Jacksona, biorąc do niewoli ponad 12 tysięcy żołnierzy armii Unii Stanów Zjednoczonych.
Po wojnie secesyjnej Harpers Ferry nie wróciło już nigdy do produkcji broni i utraciło wiele ze swojej świetności. Wkrótce po wojnie miasto, które do tej pory znajdowało się w stanie Wirginia zostało wraz z całym hrabstwem Jefferson włączone do stanu Wirginia Zachodnia.

### Dwudziesty wiek
W 1944 roku większość miasta stała się częścią Narodowego Parku Historycznego Harpers Ferry będącego pod zarządem National Park Service i odwiedzanego corocznie przez około pół miliona turystów. W Harpers Ferry znajduje się obecnie centrum kartograficzne publikujące mapy i broszury wszystkich parków narodowych w Stanach Zjednoczonych, a także główna siedziba Szlaku Appalachów.

## Demografia
Według spisu ludności z roku 2000 Harpers Ferry liczyło 307 mieszkańców, 153 gospodarstw domowych i 89 rodzin. Gęstość zaludnienia wynosiła 211,7 osoby na km².